# بوبشن
سلاح 8.8 cm raketenwerfer 43 أو (Puppchen بمعنى الدمية ) عندما قدر الألمان أن مقذوفات المدفعية لم تكن بتلك الكفاءة لأنها
كانت تتحرك بسرعة كبيرة ( أي قذيفة المدفعية ) فلا تؤثر بكامل قوتها على الهدف المدرع لذلك تم التفكير في التحول إلى الصواريخ
كنظام توصيل ( Delivery System ) بدأ إنتاج صاروخ ذو عيار 88 مم أو 8.8 سم أو 3.46 إنش ذو رأس هجومي أجوف
( Hallow-charge warhead ) الذي كان كاف تماما لاختراق أي درع بأي سماكة وأي من مدرعات ودبابات الحلفاء و هو سلاح بسيط .

## تاريخ الصاروخ
في مرحلة تطوير الصاروخ المصممين الألمان ظهروا كأنهم قليلو الخبرة حول كيف يمكن أن يظهر قاذف الصواريخ وصمموا في النهاية
قطعة مدفعية صغيرة لتطلق صاروخ، هذه الآلة كانت معروفة باسم( Puppchen ( Dolly ظهرت كسلاح صغير وكان هناك درع (جانب المدفع)
و القاذف كان يتحرك على عجلات وعندما يتم الوصول إلى مكان إطلاق يمكن إزالة العجلات لتقليل الخيال وهكذا السلاح يصبح
في متناول المدفعيين تم تقديم البوبشن للخدمة في 1943 و لم يحضر كثيرا في خط الإنتاج وقد تم تصميمه بعد أن تم إحضار بعض قطع
البازوكا الأمريكية من تونس حيث أدرك التقنيين الألمان أن ما يحتاجونه لإطلاق صاروخهم ذو عيار 8.8 سم هو مجرد أنبوبة بسيطة
و استطاع الحلفاء السيطرة على عدد كبير من البوبشن وبشكل خاص في إيطاليا حيث تم تجميع عدد كبير منها واستخدامها
حتى انتهاء الحرب وقد تم إخضاعها لعديد من التحقيقات بواسطة الاستخبارات و الأطقم الفنية .

## الإطلاق
البوبشن يتم حشوه باستخدام مؤخرة ألية تقليدية في حين اختلف عن باقي قطع المدفعية بأنه لا يوجد ارتداد للألة
حيث أن قوى الارتداد الناشئة عن إطلاق الصواريخ كانت تستوعب بواسطة ثقل الحامل فقط والمصوب يستطيع تصويب وتوجيه
أنبوبة المدفع باستخدام مقبضين توأمين وبمكن إطلاق 10 صواريخ في دقيقة .

## الخصائص
- العيار : 88 مم
- الطول : 2.87 م
- الأنبوبة : 1.6 م
- الوزن : عند التحرك 146 كغ عند القتال والوقوف 100 كغ
- الحاجز الدرع : 60 درجة
- المدى الأقصى : 700 م ولتكون مؤثرة على الدبابات 240 م حد أقصى

## معرض الصور

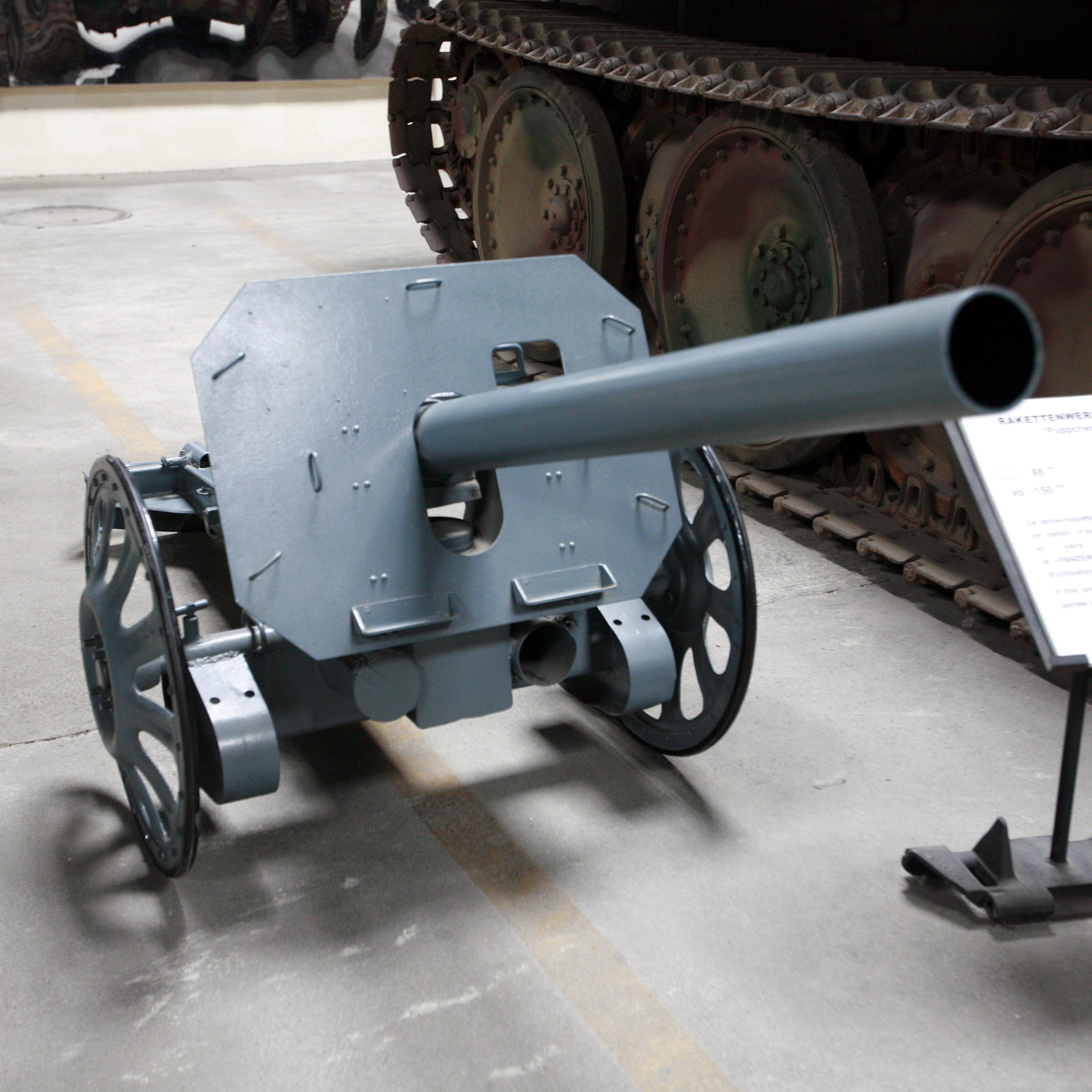
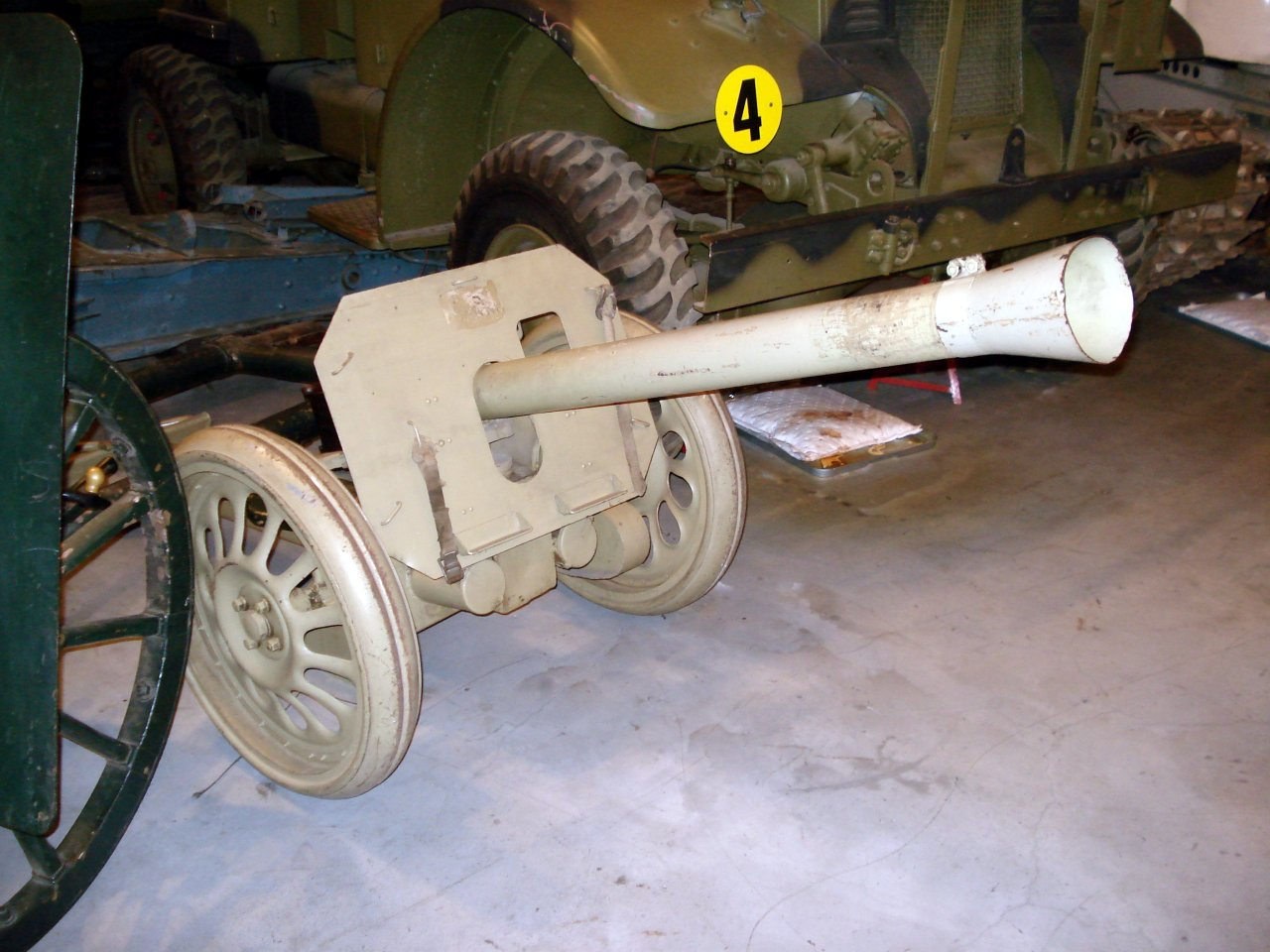

## وصلات خارجية
- http://www.youtube.com/watch?v=Aa1LMYSx1NA على اليوتيوب